# Sayumi Suzushiro
 (septembre 2024).
La mise en forme du texte ne suit pas les recommandations de Wikipédia : il faut le « wikifier ».
Les points d'amélioration suivants sont les cas les plus fréquents. Le détail des points à revoir est peut-être précisé sur la page de discussion.
- Les titres sont pré-formatés par le logiciel. Ils ne sont ni en capitales, ni en gras.
- Le texte ne doit pas être écrit en capitales (les noms de famille non plus), ni en gras, ni en italique, ni en « petit »…
- Le gras n'est utilisé que pour surligner le titre de l'article dans l'introduction, une seule fois.
- L'italique est rarement utilisé : mots en langue étrangère, titres d'œuvres, noms de bateaux, etc.
- Les citations ne sont pas en italique mais en corps de texte normal. Elles sont entourées par des guillemets français : « et ».
- Les listes à puces sont à éviter, des paragraphes rédigés étant largement préférés. Les tableaux sont à réserver à la présentation de données structurées (résultats, etc.).
- Les appels de note de bas de page (petits chiffres en exposant, introduits par l'outil «  Source ») sont à placer entre la fin de phrase et le point final[comme ça].
- Les liens internes (vers d'autres articles de Wikipédia) sont à choisir avec parcimonie. Créez des liens vers des articles approfondissant le sujet. Les termes génériques sans rapport avec le sujet sont à éviter, ainsi que les répétitions de liens vers un même terme.
- Les liens externes sont à placer uniquement dans une section « Liens externes », à la fin de l'article. Ces liens sont à choisir avec parcimonie suivant les règles définies. Si un lien sert de source à l'article, son insertion dans le texte est à faire par les notes de bas de page.
- La présentation des références doit suivre les conventions bibliographiques. Il est recommandé d'utiliser les modèles {{Ouvrage}}, {{Chapitre}}, {{Article}}, {{Lien web}} et/ou {{Bibliographie}}. Le mode d'édition visuel peut mettre en forme automatiquement les références.
- Insérer une infobox (cadre d'informations à droite) n'est pas obligatoire pour parachever la mise en page.

Pour une aide détaillée, merci de consulter Aide:Wikification.
Si vous pensez que ces points ont été résolus, vous pouvez retirer ce bandeau et améliorer la mise en forme d'un autre article.
Sayumi Suzushiro (鈴代 紗弓, Suzushiro Sayumi, née le 4 février 1998) est une doubleuse japonaise née dans la préfecture de Kanagawa.
Elle est affiliée chez Arts Vision. Elle a interprété ses premiers rôles comme Akira Ono dans la série d'animation Hi Score Girl.
Elle est aussi connue pour ses rôles comme Kylie dans The Magnificent Kotobuki, Uruka Takemoto dans We Never Learn et Wise dans Do You Love Your Mom and Her Two-Hit Multi-Target Attacks?.
En 2020, elle reçoit le prix de la "Meilleur Débutante" aux 14ème Prix des seiyus.

## Filmographie

### Séries
2017
- Love Life! Sunshine!! : une étudiante [1]
- Classicaloid : femme employée [1]
- Kitan de Konohana [1]

2018
- Hi Score Girl : Akira Ono [3]
- Gundam Build Divers : Lip [1]
- Yuuna et les sources chaudes hantées [1]
- La fille au crépuscule [1],[4]
- Bloom Into You : Serizawa [1]

2019
- The Magnificient Kotobuki : Kylie [5]
- Kaguya-sama : Love is War : Kei Shirogane [6]
- We Nerver Learn : Uruka Takemoto [7]
- Do You Love Your Mom and Her Two-Hit Multi-Target Attacks? : Sage [8]
- Hi Score Girl II : Akira Ono [9]

2020
- A certain scientific Railgun T : Rakko Yumiya [10]
- Kaguya-sama : Love is War ? : Kei Shirogane
- Monster Girl Doctor : Ily [11]
- The Mistfit of Demon King Academy : Himka Houra [12]

2021
- 86 : Kurena Kukumila [13]
- Seirei Gensouki : Spirit Chronicles : Christina Beltrum [14]
- Cette fois où je me suis réincarné en Slime : Nine-Head [15]

2022
- Le sage le plus fort avec la crête la plus faible : Lurie [16]
- Le Requiem du Roi des Roses : Lady Anne Neville [17]
- The Dawn of the Witch : Holt [18]
- Kaguya-sama : Love is War - Ultra romantic - : Kei Shirogane
- In the Heart of Kunoichi Tsubaki : Asagao [19]
- Shine Post : Haru Nabatame [20]
- Bocchi the Rock ! : Nijika Ijichi [21]

2023
- Blue Lock : Sena Naruhaya (épisode 15)
- Arrête de me chauffer, Nagatoro : 2e attaque : Hana Sunomiya [22]
- KonoSuba : An Explosion on this Wonderful World ! : Dodonko [23]
- The Café Terrace and Its Goddesses : Ami Tsuruga [24]
- Undead Girl Murder Face : Annie Kerber [25]
- My Tiny Senpai :  Aiko Yamagishi [26]
- Uma Musume Pretty Derby 3e saison : Satono Crown[27]
- A Returner's Magic Should Be Special : Romantica Eru [28]
- Shy : Lady Black [29]
- La Princesse et la bête : Richard (ép. 24)
- Les Vexations d'une Princesse Vampire Recluse : Villhaze [30]

2024
- Frieren : Lawine [31]
- L'aventurière morte-vivante indésirable : Rina Rupaage [32]
- A tes côtés : Satomi Satomura [33]
- Tasuketsu : Hikari Ebina [34]
- 2.5 Dimensional Seduction : Nonoa [35]
- Dungeon People : Belle [36]
- The Elusive Samurai : Ayako [37]
- Fairy Tail : 100 Years Quest : Touka [38]
- No Longer Allowed in Another World : Tama [39]
- Why Does Nobody Remember Me in This World? : Saki [40]
- Blue Archive : Noa Ushio (épisode 8)
- Mahō Tsukai ni Narenakatta Onna no Ko no Hanashi : Sally Andol [41]

2025
- Even Given the Worthless "Appraiser" Class, I'm Actually the Strongest: Ursula [42]
- La petite sœur de mon amie m'en veut ! ::Iroha Kohinata [43]

### Film
2019
- KonoSuba : Sois béni monde merveilleux ! La Légende de Crimson ::Dodonko [44]

2020
- High School Fleet : Le film : Keiko Nogiwa [45]

### Jeux vidéo
2019
- Azur Lane : U-101 [46]

2020
- Atelier Ryza 2 : Légendes perdues et la fée secrète : Cassandra Cappelli [47]

2021
- Arknights : Jackie [48]

2022
- Hyperdimension Neptunia : Sœurs contre Sœurs : Maho [49]
- Dead or Alive Xtreme Venus Vacation : Amy [50]
- Blue Archive : Noa Ushio [51]

2023
- Uma Musume Pretty Derby : Satono Crown [52]
- Street Fighter 6 : Yua [53]
- Master Detective Archives : Rain Code : Shinigami [54]
- Path to Nowhere : Lynn [55]
- Genshin Impact : Kirara [56]
- Rear Sekai : Tatta [57]
- Magia Record : Amaryllis
- Honkai : Star Rail : Hanya
- The Seven Deadly Sins : Grand Cross : Hel
- TEVI : Caprice [58]

2024
- Fate/Grand Order :Andromède [59]
- Iwakura Aria : Ichiko Kitagawa [60]
- Azur Lane : Napoli [61]

### Doublage
- Un talent en or massif : Addy Cage ( Lily Mo Sheen ) [62]